# 1128 هـ
1128 هـ هي سنة في التقويم الهجري امتدت مقابلةً في التقويم الميلادي بين سنتي 1715 و1716.

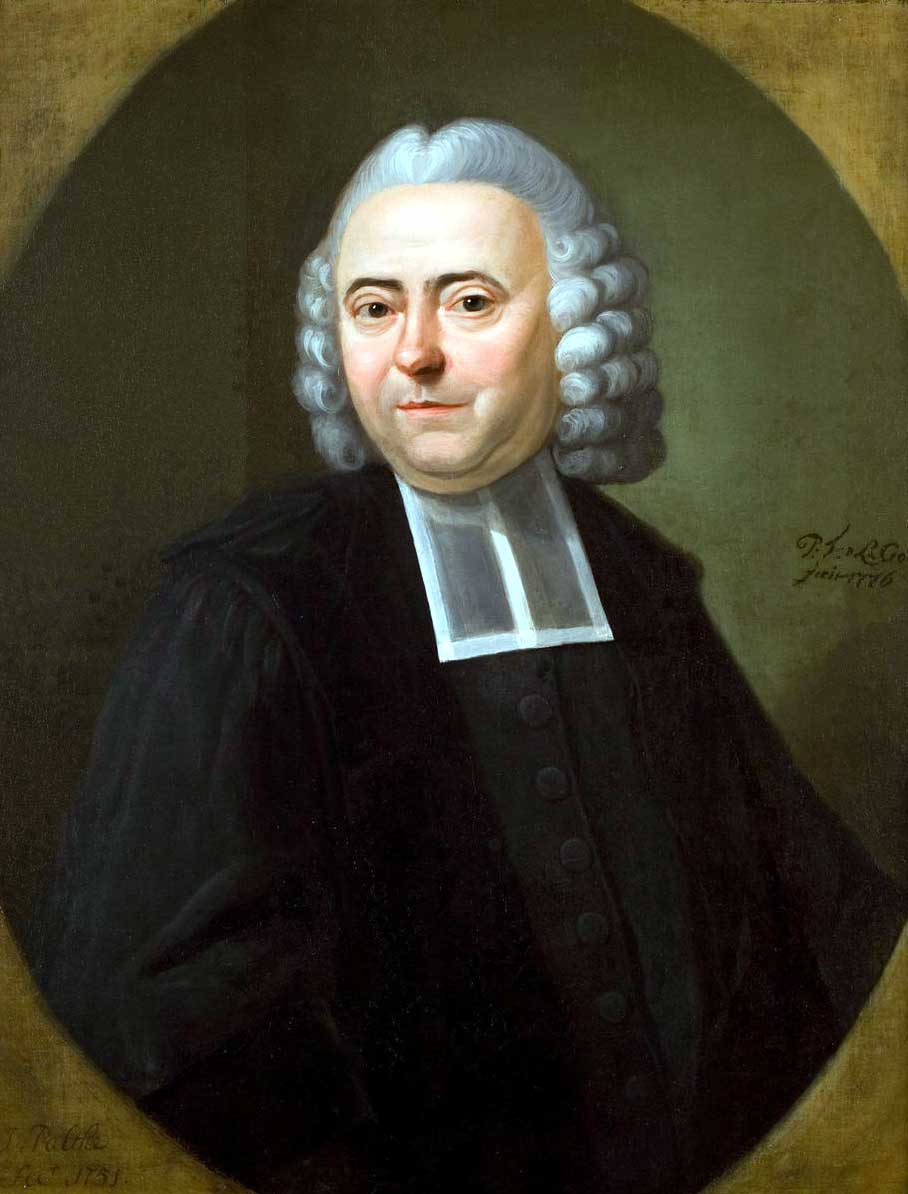
جان جاك شولتنز

## مواليد
- جان جاك شولتنز
- مهدي النراقي
- يوهان ريسكه

## وفيات
- ابن شاشة